# Cal Cabanyes
Cal Cabanyes es una antigua masía del casco antiguo del municipio de La Granada, en el Alto Panadés.
El edificio fue propiedad de la familia Cabanyes de Villanueva y Geltrú, la cual estableció en él un negocio de vinos y aguardientes. La calle donde está situada la casa lleva por nombre Carrer del poeta Cabanyes, en recuerdo del poeta Manuel de Cabanyes y Ballester. Antiguamente la calle se lo conocía como "Carrer de Baix".

## Estudio arquitectónico
Igual que el resto de edificios de la calle, a nivel individual, la casa tiene un interés arquitectónico limitado. Aun así, la agrupación de las diferentes casas a ambos lados de la calle forma un conjunto de proporciones bastante interesantes. Cómo es sabido, las arquitecturas tradicionales seguían en general un modelo de agrupación diferente de los ensanches contemporáneos, que se han trazado con tiralíneas. La necesidad de construir utilizando los materiales que se encontraban cerca de la obra, dan al conjunto de casas una gran unidad compositiva.

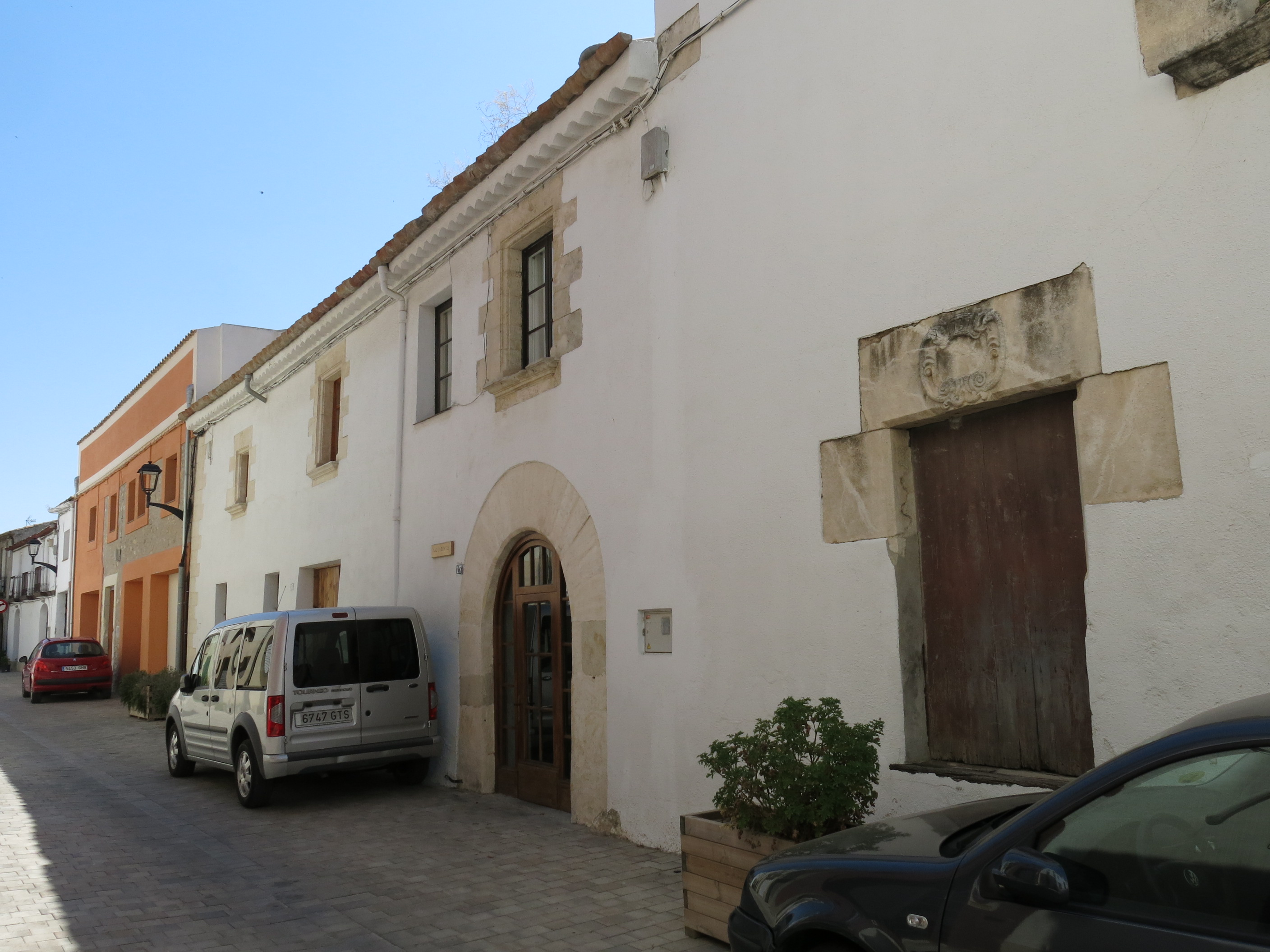
Cal Cabanyes

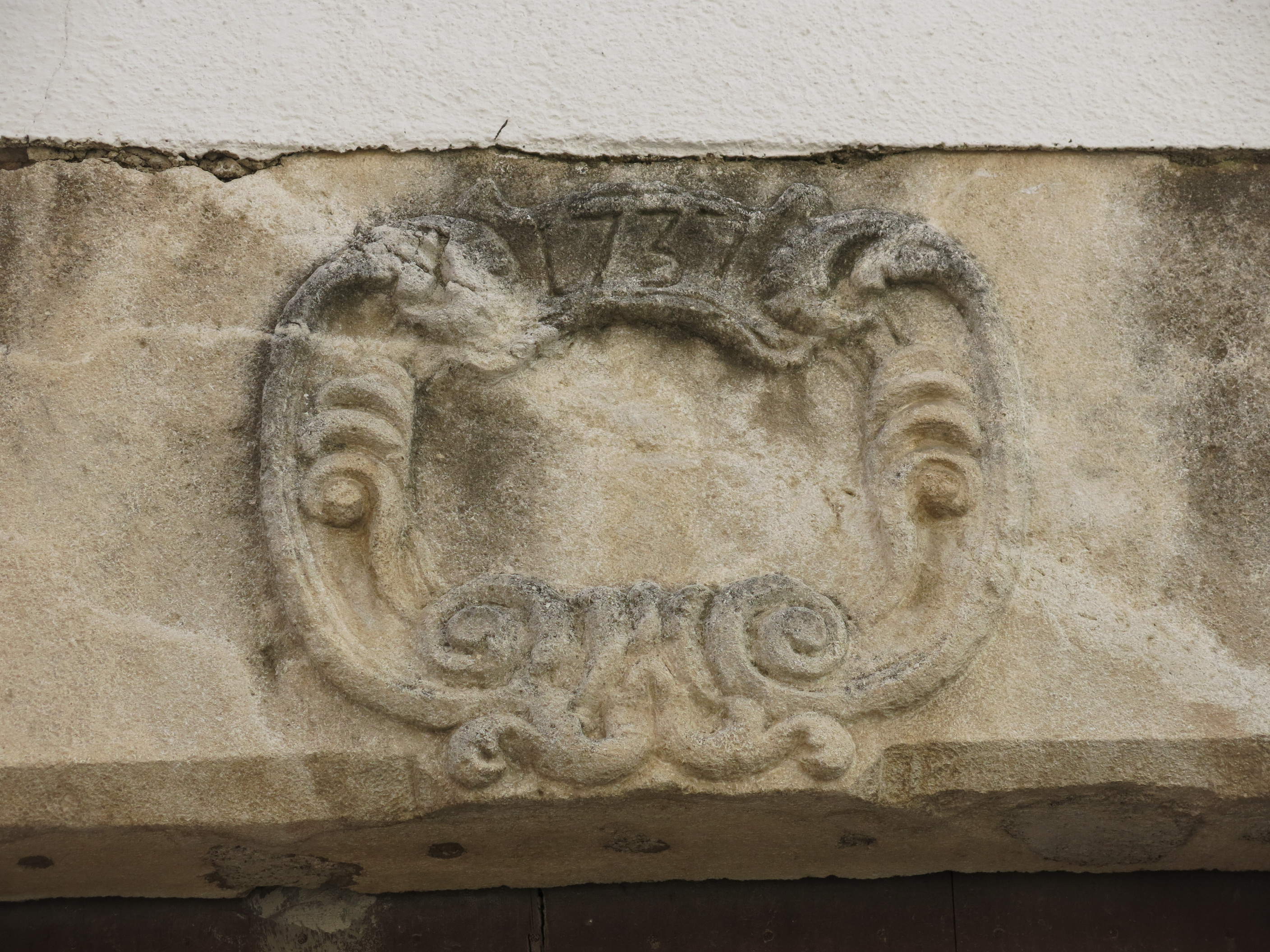
Dintel datado

Las necesidades y usos que ha tenido la finca durante su historia han aportado una serie de elementos que han cambiado el aspecto original y alterado la composición arquitectónica inicial. El más destacado consistió en la adición que se hizo sobre la parte derecha de la finca a mediados del siglo XIX y que supuso un incremento de dos plantas. En la planta primera también se abrió, a mediados de los años 80 del siglo XX, una nueva ventana. La apertura se identifica claramente, puesto que carece del arquitrabe de piedra característico del resto de aperturas. La parte izquierda de la planta baja estuvo ocupada por la Caixa Rural del Celler Cooperatiu de la Granada desde 1922 hasta 1929, por este motivo se abrieron dos aperturas protegidas con rejas metálicas, sin seguir ninguna composición determinada.
De la fachada actual hay que destacar los siguientes elementos:
- Cuatro ventanas de la primera planta enmarcadas con sillares de piedra y coronamiento arquitravado. Las aristas están resueltas en forma de media caña, formando un remate de las esquinas bastante agradable. El alféizar también es de piedra y con una sección moldurada.
- La puerta de entrada a nivel de planta baja está resuelta con un arco de medio punto con sillares de piedra muy bien cortados y colocados.
- El portal elevado en la planta baja con sillares de piedra con coronamiento arquitravado y en el que se conserva un pequeño escudo en forma de relieve. Este portal se utilizaba antiguamente para descargar aportaderas, por este motivo está más elevado que la cota base de la calle.
- Piedras angulares en los dos extremos de la casa. Estos sillares están en muy buen estado de conservación y sirven para unir los diferentes cierres de la casa. El tipo de piedra es exactamente el mismo que los del marco de piedra de las ventanas y proviene de las antiguas canteras de Olèrdola.
- El alero de sobradillo de la cubierta está formado por una sección relativamente simple pero con un voladizo que crea una línea de sombra importante y que enfatiza fuertemente la línea de coronamiento y la presencia del tejado.

A partir del año 2005, y bajo la dirección del arquitecto Josep M. Oller, se llevó a cabo la rehabilitación integral del edificio correspondiente al número 15.